# Amphipholis similis
Amphipholis similis är en ormstjärneart som beskrevs av Ole Theodor Jensen Mortensen 1933. Amphipholis similis ingår i släktet Amphipholis och familjen trådormstjärnor. Inga underarter finns listade i Catalogue of Life.